# 柘植不知人
柘植 不知人（つげ ふじと、1873年12月12日 - 1927年3月20日）は、日本の伝道者、牧師、教会指導者。
弟子に三宅醇三や坊向久正がいる。

## 経歴
- 1873年 広島県で医者の長男として生まれたが、早くに父を亡くす。
- 1913年 パゼット・ウィルクスの説教により回心。
- 1916年 大阪梅田駅前通で聖霊に満たされるという体験をする。

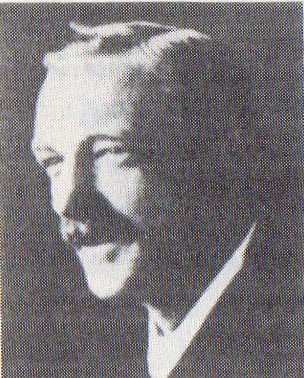
神戸聖書学舎の恩師バークレー・バックストン

- 1918年 神戸聖書学舎（現関西聖書神学校）でバークレー・バックストンの薫陶を受ける。同校を卒業。リバイバリストとして活動を始め、台湾伝道などに従事する。
- 1919年 秋山由五郎、小原十三司らと共にホーリネス・リバイバルの中心的な役割を果たす。
- 1922年 日本伝道隊と別れて日本基督伝道隊（活水の群）を設立。活水聖書学院設立。
- 1927年 癌で死去（53歳）

柘植の信仰を受け継ぐ団体として、活水基督教団（1946年設立）、復活之キリスト教団（1954年設立）、基督伝道隊（1974年設立）、キリスト伝道隊（1987年設立）などがある。